# Tabanus pallidiscutum
Tabanus pallidiscutum är en tvåvingeart som beskrevs av Philip 1959. Tabanus pallidiscutum ingår i släktet Tabanus och familjen bromsar. Inga underarter finns listade i Catalogue of Life.